# Svetozar Šapurić
Svetozar Šapurić (en serbio: Светозар Шапурић; Titov Vrbas, Yugoslavia; 28 de agosto de 1960 – 27 de diciembre de 2024) fue un futbolista y entrenador de fútbol serbiochipriota, nacido en Yugoslavia que jugó en la posición de centrocampista.

## Carrera

### Jugador
| Periodo   | Club         | Apariciones | Goles |
| --------- | ------------ | ----------- | ----- |
| 1977-1985 | FK Vrbas     | 173         | 18    |
| 1985–1989 | FK Vojvodina | 117         | 8     |
| 1989–1993 | APOEL FC     | 92          | 11    |
| 1993–1995 | Anorthosis   | 41          | 4     |
| 1995–1996 | APOEL FC     | 18          | 2     |

### Entrenador
| Periodo   | Club                  |
| --------- | --------------------- |
| 1996      | APOEL FC              |
| 2000      | APOEL FC              |
| 2001–2002 | Olympiakos Nicosia    |
| 2003–2004 | Ethnikos Achna        |
| 2006–2008 | Ethnikos Achna        |
| 2008      | Apollon Limassol      |
| 2009–2011 | Ethnikos Achna        |
| 2011–2012 | Changchun Yatai       |
| 2013–2014 | Changchun Yatai       |
| 2019      | Changchun Yatai       |
| 2021–2023 | Cangzhou Mighty Lions |

## Logros
- Primera Liga de Yugoslavia (1): 1988/89
- Primera División de Chipre (4): 1989/90, 1991/92, 1994/95, 1995/96
- Segunda Liga de Yugoslavia (1): 1986/87
- Copa de Chipre (2): 1991/92, 1995/96
- Supercopa de Chipre (1): 1992